# 象頭 (亞利桑那州)
象頭（英語：Elephant Head）是位於美國亞利桑那州皮馬縣的一個人口普查指定地區。根據2010年美國人口普查，該地共人口500人，而該地的面積約為19.24平方千米。

## 地理
象頭的座標為31°45′57″N 110°59′31″W / 31.76583°N 110.99194°W，而該地最高點為海拔高度946米（即3104英尺）。